# 郵政大學
郵政大學（Post University）是位於美國康涅狄格州沃特伯里的一所營利高等學校，成立於1890年。1990年5月前稱為郵政學院（Post College）。1990年至2004年間隸屬於日本的帝京大學。 現大學的運營者是康涅狄格州格林威治的Generation Partners。

## 外部連結
- Post University （页面存档备份，存于）
- Post University Athletics （页面存档备份，存于）
- Post University Online Degrees

41°32′07″N 73°04′46″W / 41.5352°N 73.0795°W